# Евреинов, Дмитрий Иванович
Дми́трий Ива́нович Евре́инов (1742 — 7 января 1814, Санкт-Петербург) — русский художник, миниатюрист по эмали, исторический живописец.

## Биография
Предположительно, художественное образование получил в Женеве. По некоторым данным, учился у Сансу (Сентурса?). В совершенстве владел техникой живописи по эмали.
Сохранилось сравнительно небольшое число работ, принадлежащих его кисти. Среди них портреты императрицы Елизаветы Алексеевны, Павла I, Александра I из собрания Русского музея. Эти миниатюры отличаются безукоризненным чувством цвета и гармонией тонов.
В Государственном Историческом музее хранится созданный им портрет императрицы Екатерины II (эмаль на меди). Миниатюра выполнена с оригинала Ф. де Мейса 1785 года и имитирует античную камею. Профиль императрицы написан гризайлью на тёмно-красном фоне. Работа отличается тонким изящным рисунком.
Звания
- В 1773 году получил звание «назначенного» художника от Императорской Академии художеств.
- В 1776 году был удостоен звания академика «за пиесу финифтяную, представляющую Пигмалиона»[1].
- В 1799 году получил звание советника Академии художеств.
- С 1780-х годов — придворный мастер.

Работал над оформлением Зимнего, Таврического и Царскосельского Екатерининского дворцов, а также Казанского собора в Санкт-Петербурге (1804—1807). В начале XIX века работал по заказу президента Академии художеств графа А. С. Строганова — исполнил его портрет и 4 миниатюры на эмали (копии известных картин европейских художников) для дарохранительницы Казанского собора. Портрет графа Строганова в настоящее время хранится в Эрмитаже.
В 1812 году за работы для Казанского собора был награждён бриллиантовым перстнем.
Евреинов был одним из последних крупных русских миниатюристов, работавших в технике эмали.
Умер в Санкт-Петербурге.

## Галерея

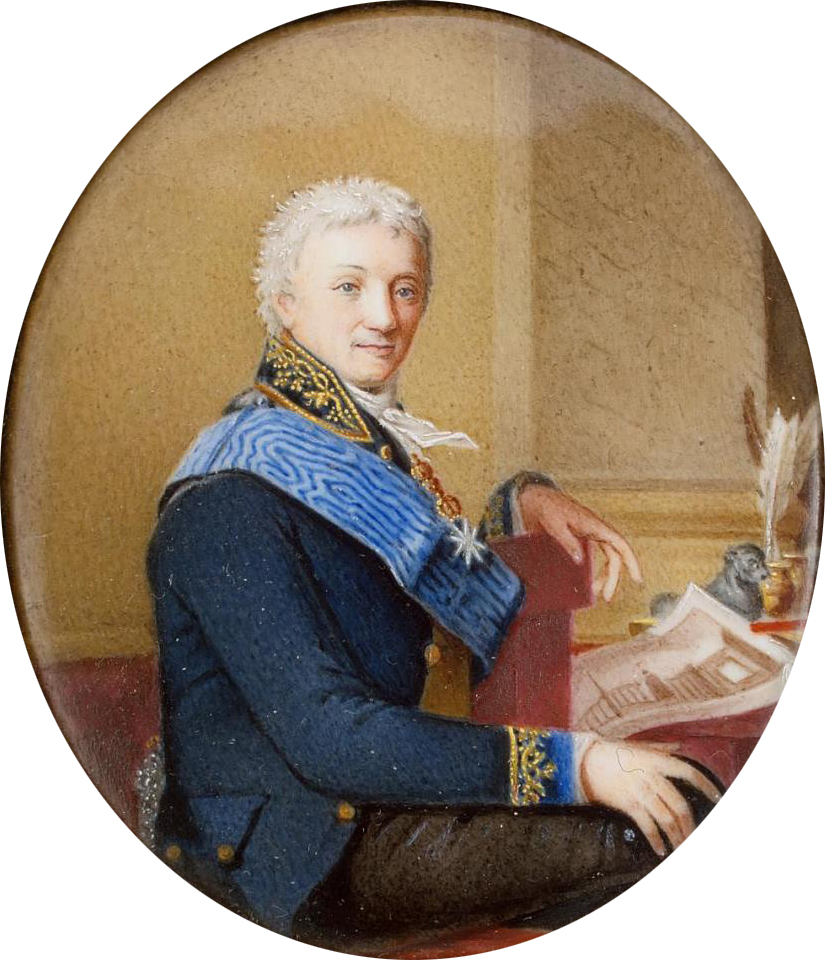
Граф А. С. Строганов. Миниатюра на эмали, 1806, Государственный Эрмитаж.
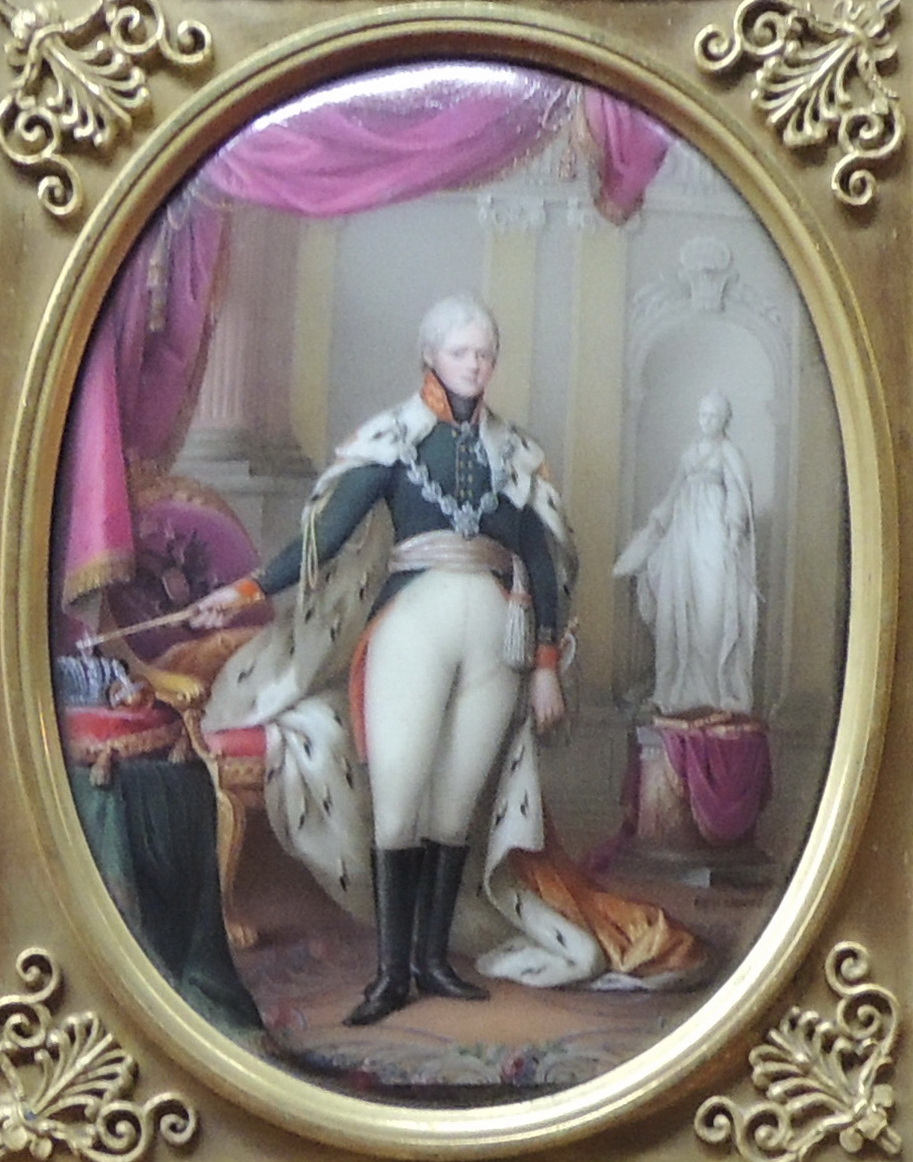
Император Александр I. Ок. 1802—1804. Музеи Московского Кремля.
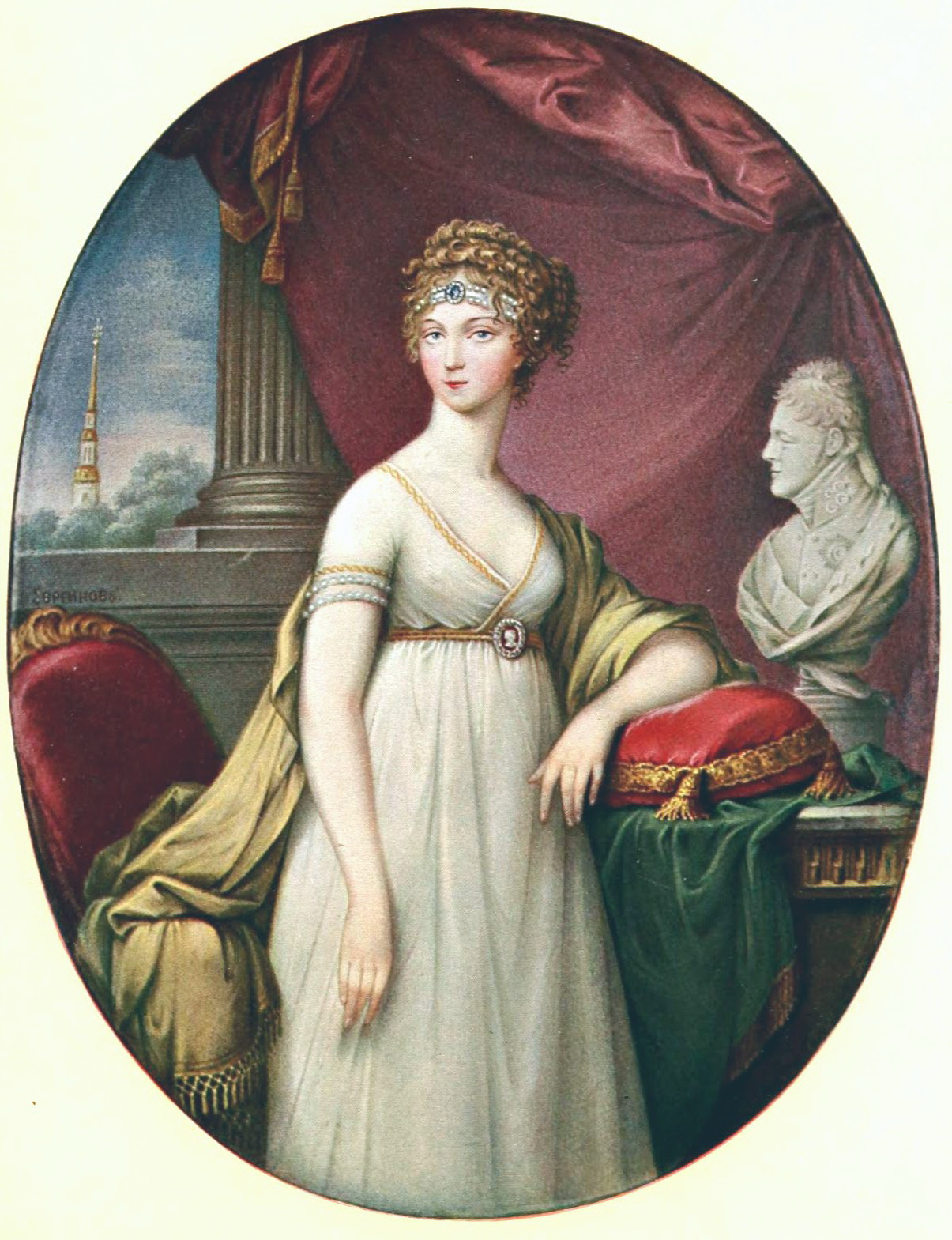
Императрица Елизавета Алексеевна. Ок. 1802—1804 (миниатюра, парная к предыдущей). Государственный Эрмитаж.